# Protopsychopsis venosa
Protopsychopsis venosa là một loài côn trùng trong họ Prohemerobiidae thuộc bộ Bộ Cánh gân. Loài này được Tillyard miêu tả năm 1917.